# Synidotea birsteini
Synidotea birsteini is een pissebed uit de familie Idoteidae. De wetenschappelijke naam van de soort is voor het eerst geldig gepubliceerd in 1971 door Oleg Grigor'evich Kussakin.